# Salix serpyllum
Salix serpyllum är en videväxtart som beskrevs av Nils Johan Andersson. Salix serpyllum ingår i släktet viden, och familjen videväxter. Inga underarter finns listade i Catalogue of Life.